# Hindu Kush
Hindu Kush eller Hindukush er en bjergkæde i Afghanistan og i det nordlige Pakistan. Det er den vestlige forlængelse af bjergkæderne Pamir, Karakoram og Himalaya. Navnets betydning er omstridt.
Bjergkædens højeste spids er Tirich Mir på 7.708 meter beliggende i Pakistan. Bjergene bliver lavere nord for Kabul, 6.000 meter til 4.000 meter, og endnu lavere vestpå.
Kammen er den traditionelle grænse mellem Sydasien og Centralasien. Handelsveje har krydset disse bjerge i årtusinder, deriblandt gennem Salangpasset der leder syd til Kabul og Khyberpasset. I 1964 blev en tunnel gravet under Salang som endelig gjorde det muligt at passere om vinteren.
Bamiyan-statuerne, der blev sprængt af Taliban i 2001, ligger i Hindu Kush.